# Économie de l'Aisne
L'Aisne est un département dont l'économie accumule les retards et les handicaps.
En 2010, son PIB est de 19 908 euros par habitant contre 27 397 dans l'ensemble du pays. 

## Histoire économique de l'Aisne[1]

### Jusqu'auXIesiècle
On peut estimer que l'histoire économique de l'Aisne débute vers -4000 avec l'apparition de l'agriculture sur brûlis pratiquée par  des migrants rubanés. Ces derniers cultivent le blé et l'orge et élèvent du bétail, tout en continuant à chasser et à pêcher. La fabrication de poterie en céramique, notamment destinée à stocker les denrées alimentaires, se développe au cours du IIIe millénaire avant J.C, comme l'attestent les vestiges archéologiques retrouvés à Cuiry-lès-Chaudardes. Les premiers échanges commerciaux entre villages de la vallée de l'Aisne apparaissent à cette époque. À partir du IIe millénaire, la vallée de la Somme devient un axe commercial de première importance reliant les îles britanniques au sud de l'actuelle France. La présence de silex blonds venus du Grand-Pressigny et de la roche verte importée de Pléven provenant du Finistère démontre l'importance de ces échanges.
L'arrivée de deux peuples belges au IIIe siècle av. J.-C., les Viromanduens au nord de l'Aisne et les Suessions au sud, bouleverse l'économie locale. L'agriculture devient beaucoup plus productive grâce aux défrichages massifs des territoires et grâce aux nouvelles techniques agricoles apportées par les Celtes (faux, serpe, soc d'araire, etc.). De même, de grands sites d'élevages (principalement de porcs et de bovidés mais également de caprinés, de chevaux et de chiens), sans doute intégrés à un système économique régional, apparaissent dans la vallée de l'Aisne, comme l'attestent les fosses dépotoirs découvertes à Villeneuve-Saint-Germain,. Enfin, l'usage de la monnaie se généralise sous l'influence du peuple ambien, implanté dans la vallée de la Somme. 
La conquête romaine au Ier siècle av. J.-C. conduit à l'apparition de nouveaux pôles urbains, notamment Augusta Suessionum (actuelle Soissons) et Augusta Viromanduorum (actuelle Saint-Quentin), probablement situés sur la Via Agrippa de l'Océan, un des axes commerciaux les plus importants de l'empire romain qui reliait Lugdunum à Samarobriva. Cependant, l'économie de l'Aisne gallo-romaine est principalement agricole. Les opérations de défrichement se poursuivent et de nombreuses villae rusticae sont créées dans la région, particulièrement dans l'actuel Vermandois et l'actuel Laonnois.
La situation économique se dégrade au cours des IVe siècle et Ve siècle, à cause du déclin global de l'économie romaine et de la multiplication des incursions barbares. Les villes perdent de leur importance et Augusta Viromanduorum semble même être abandonnée après la fin du IIIe siècle.

### Le développement commercial et la proto-industrialisation (XIIesiècle-XVIIIesiècle)
À partir du XIIe siècle, l'économie axonaise connaît à nouveau de profondes transformations. Elle profite de l'essor globale du commerce en Europe de l'Ouest. La Picardie est un carrefour majeur entre les marchés de Champagne, la laine et le vin des Flandre et le bassin de consommation parisien. L'essor de la ville de Saint-Quentin est particulièrement notable. La ville devient un centre important de pèlerinage du Nord de la France. En effet, elle est située sur la Via Gallia Belgica empruntée par les pèlerins flamands se rendant à Saint-Jacques de Compostelle et la réputation de son saint-patron attire de nombreux fidèles. Elle est également une "ville drapante" avec une activité textile florissante. Plus globalement, le Nord de la France s'impose comme étant la partie la plus riche du royaume. Si l'on en croit les chiffres de la décime de 1311, les diocèses les plus prospères étaient situés dans les provinces d'Artois, de Picardie puis de Normandie (avec notamment 1,64 livre tournois par km² récolté par le clergé du diocèse d'Amiens) tandis que les plus pauvres étaient concentrés à l'ouest et au sud de la Loire (0,28 livre tournois par km² à Narbonne). Les édifices gothiques construits du (XIIe siècle au XVe siècle) dans le département (cathédrales de Laon et Soissons en particulier) témoignent de cette richesse. 
La situation économique se dégrade toutefois à partir du XIVe siècle et jusqu'au XVIe siècle à cause des guerres (Guerre de Cent Ans, guerres contre l'Espagne, etc.), des épidémies (Peste Noire) et de l'augmentation des impôts levés par le roi.
Sous l'Ancien Régime, les villes axonaises retrouvent un certain dynamisme  grâce à l'industrie textile qui fait vivre plusieurs centaines d'ouvriers et de marchands.
À l'inverse, alors que le commerce et l'artisanat axonais se développent rapidement au cours de la période, l'agriculture axonaise stagne et prend un important retard par rapport aux régions voisines (Amiennois, Flandre, Artois, etc.). Ainsi, à la fin du XVIIIe siècle, les contemporains s'accordent sur la pauvreté et le manque de productivité des paysans du territoire. Selon Alain Derville, à la fin du XVIIIe siècle les rendements moyens des exploitations sont compris entre 5,5 à 8 hl.ha dans l'Aisne contre 20 à 30 en Flandre  . Un tel décrochage peut s'expliquer par le maintien de coutumes archaïques telles que la jachère en Picardie là où les paysans flamands avait déjà importé les nouvelles techniques agricoles venues d'Angleterre et des Provinces-Unies.

### Les révolutions industrielles duXIXesiècle(1815-1914)
Trois faits principaux illustrent le développement économique du département au cours de cette période : 
- La création, en 1692, à Saint-Gobain d'une glacerie, par Abraham Thérart, entraîne, au cours des siècles suivants, la naissance d'une industrie chimique (commune de Chauny).
- La création à Saint-Quentin d'une industrie textile et de broderie.
- L'extension de la culture de la betterave entraîne le développement d'une industrie de sucrerie et distillerie, et de fabrication d'appareils pour ces industries. Godin y ajoute, en 1846, la fabrication d'appareils de chauffage.

## Données sectorielles

### Secteur primaire
L'Aisne est un territoire fortement marqué par l'agriculture depuis plusieurs millénaires (voir section "Histoire économique" de l'Aisne ci-dessus). Même si elle s'est considérablement réduite depuis le XIXe siècle, la part d'agriculteurs exploitants dans la population active reste plus élevée que la moyenne nationale (2,24 % contre 1,70 % en 2013 selon l'INSEE ). Au sein de la population salariée, les emplois agricoles (ou relevant de l'industrie agro-alimentaire) représentent 4,7 % des emplois (contre 3,6 % au nouveau national). Par ailleurs, la réduction du nombre d'exploitations depuis les années 1970 a été relativement faible par rapport à l'évolution constatée dans les autres départements. Le nombre d'exploitations dans l'Aisne est ainsi passé de 9 326 en 1979 à 5 062 en 2010 (soit une baisse de 46 %) alors qu'il s'est réduit en Picardie de 28 139 à 13 857 ( - 51 %) et en France de 1,2 million à 490 000 ( - 59 %) sur la même période.
À l'exception de la Thiérache qui est principalement un territoire d'élevage (notamment bovin) et du Sud de l'Aisne où la viticulture domine, l'Aisne est un département de grandes cultures (blé, orge, betterave...). En 2010, la première céréale cultivée en termes de surface est le blé tendre (177 000 ha soit 36 % de la S.A.U), suivie par la betterave sucrière (60 000 ha soit 12,5 %) et le colza (44 000 ha soit 9 %). L'Aisne compte aussi une agriculture de qualité labellisée : le sud du département est compris dans l'AOC Champagne et la Thiérache, au nord fait partie de l'AOC Maroilles.

Points forts de la production agricole axonaise (d'après le rapport 2014 du ministère de l'Agriculture) :
| Culture                         | Production en 2014 (en t) | Part de la production française | Rang en France |
| ------------------------------- | ------------------------- | ------------------------------- | -------------- |
| Blé tendre                      | 1 689 000                 | 3,7 %                           | 2              |
| Betterave industrielle          | 4 880 000                 | 14,9 %                          | 1              |
| Pomme de terre                  | 313 500                   | 4,5 %                           | [ Note 3 ]     |
| Colza                           | 202 000                   | 3,9 %                           | 6              |
| Orge et escourgeon de printemps | 150 000                   | 4,1 %                           | 8              |
| Orge et escourgeon d'hiver      | 134 000                   | 1,6 %                           | 25             |
| Épinard                         | 74 000                    | 3,3 %                           | 6              |
| Salsifis                        |                           | 16,3 %                          | 3              |
| Protéagineux                    | 44 000                    | 5,9 %                           | 3              |
| Chicon                          | 12 250                    | 6,7 %                           | 4              |

### Secteur secondaire
L'Aisne est un département avec un secteur secondaire important. Ainsi, en 2013, ce secteur représentait 21,9 % de l'emploi total (contre une moyenne nationale de 20,5 %) d'après l'INSEE . Cependant, l'industrie connaît une grave crise depuis la fin des années 1960.
Afin de moderniser son industrie, l'Aisne bénéficie de la labellisation « pôle de compétitivité » pour deux secteurs : « Industries et Agro-ressources » et « I-Trans ».

### Secteur tertiaire
Le secteur tertiaire est représenté par les activités de commerce, de logistique, de tourisme et le tertiaire non marchand.

## Chômage dans l'Aisne
Le taux de chômage du département est plus élevé que la moyenne métropolitaine (11,1 % contre 7,8 % au 1er trimestre 2021 selon l'INSEE ) depuis la fin des années 1960 et cet écart tend même à s'accroître depuis une quinzaine d'années comme le montre le tableau ci-dessous. Trois des quinze zones d'emplois avec les taux de chômage les plus élevés de métropole sont situées dans l'Aisne au 1er trimestre 2019 :
- la zone d'emploi de Saint-Quentin avec un taux de 13,0 % (13e place sur 304)
- la zone d'emploi de Tergnier avec un taux de 13,5 % (10e place sur 304)
- la zone d'emploi de Thiérache avec un taux de 14,6 % (3e place sur 304)

La situation est toutefois relativement meilleure dans le sud du département grâce à l'influence de la métropole parisienne (taux de chômage de 9,7 % dans la zone d'emploi de Château-Thierry notamment).
| Année                                                | 1982  | 1986   | 1990  | 1994   | 1998   | 2002  | 2006   | 2010   | 2014   | 2018   |
| ---------------------------------------------------- | ----- | ------ | ----- | ------ | ------ | ----- | ------ | ------ | ------ | ------ |
| Taux de chômage dans l'Aisne                         | 8,3 % | 10,5 % | 8,9 % | 12,1 % | 11,9 % | 9,7 % | 11,3 % | 12,5 % | 14,0 % | 12,1 % |
| Taux de chômage en métropole                         | 6,2 % | 8,6 %  | 7,6 % | 10,2 % | 9,9 %  | 7,5 % | 8,4 %  | 8,9 %  | 9,9 %  | 8,5 %  |
| Écart entre le taux axonais et le taux métropolitain | 2,1 % | 1,9 %  | 1,3 % | 1,9 %  | 2,0 %  | 2,2 % | 2,9 %  | 3,6 %  | 4,1 %  | 3,6 %  |

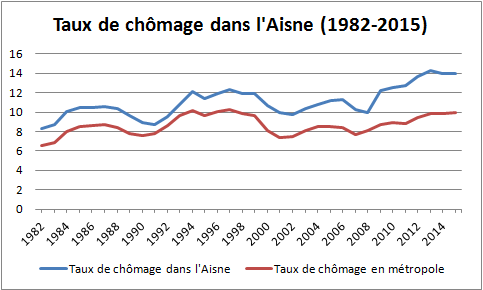
Taux de chômage dans le département de l'Aisne entre 1982 et 2015 comparé au taux de chômage métropolitain sur la même période.

Cela est dû à un tissu économique ancien en crise. Près de 20 % des emplois dans l'Aisne sont dans l'industrie, bien souvent une industrie de biens intermédiaires en difficultés : sous-traitants de l'industrie automobile, métallurgie, emballage... Dans le cadre d'une économie mondialisée, les structures de taille moyenne ont été rachetées par des grands groupes qui procèdent ensuite à des licenciements et des fermetures d'usine.

## Sources et bibliographie
- Auxiette Ginette, "Mille ans d'occupation humaine : mille ans d'élevage : l'exploitation des animaux du bronze final à l'augustéen dans la vallée de l'Aisne", thèse de doctorat en Histoire, sous la direction de Olivier Buchsenschutz, Université Paris-I-Panthéon-Sorbonne, 1994
- Collart, Jean-Luc, "Les villes de la Gaule Belgique au Haut-Empire" in Revue archéologique de Picardie, 1984, n°3, pp. 245-258
- Collart, Jean-Luc, "La naissance de la villa en Picardie : la ferme gallo-romaine précoce" in Revue archéologique de Picardie, n°11, 1996, pp. 121-156
- Collart, Jean-Luc, "Saint-Quentin" in Revue archéologique de Picardie, n°1, 1999, pp. 67-128
- Hauzeur, Anne, Les premiers agriculteurs en Belgique, Institut royal des sciences naturelles de Belgique, 1987
- Lavergne, Léon de, "Economie rurale de la France depuis 1789", Guillaumin, 1861
- Pion Patrick, "Les établissements ruraux dans la vallée de l'Aisne, de la Fin du second Âge du Fer au début du Haut-Empire romain (IIe siècle av. J.-C. / Ier siècle ap. J.-C): bilan provisoire des données et esquisse de synthèse" in Revue archéologique de Picardie Numéro°11, 1996. p. 55-107